# MB02

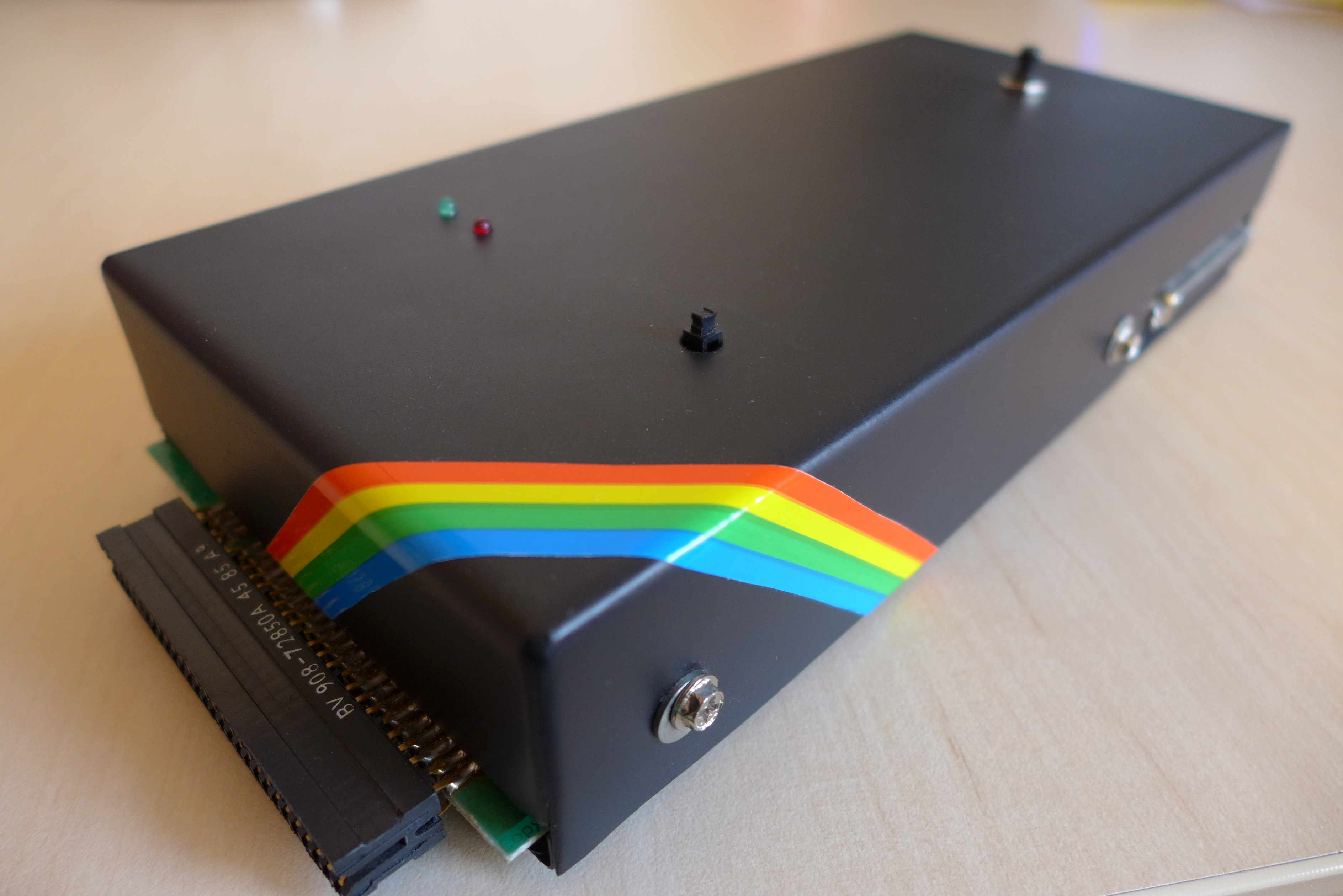
MB02+ ZX Spectrum interface

MB-02+ je diskový interface ZX Spectrum a kompatibilní pro počítače vyvinutý v polovině devadesátých let ve Zlínské firmě 8BC s.r.o. Kromě práce s floppy disky a hardisky rozšiřuje možnosti počítače ZX Spectrum v mnoha dalších ohledech.

## Základní charakteristika
- kapacita floppy diskety 	HD: 1.800K; DD: 840K
- rychlost přenosu 	HD: 40-50K/sec.; DD: 25K/sec.
- interní paměť 	EPROM 2KB (max. 64KB) nebo FLASH až 256KB; SRAM 128KB až 512KB - zálohováno
- obvod reálného času 	RTC procesor - zálohováno

- připojitelné až 4 FDD mechaniky
- Kempston/Amiga myš port
- tříkanálový obousměrný paralelní port (přes 8255)
- kompatibilita s kazetovým magnetofonem
- Full-RAM Mode (mód plynulé RAM 64K)
- DOS (až 256 adresářů na disketě, v každém adresáři až 65279 souborů)
- softwarový RESET systému (ZX Spectrum +2A vzhledem ke konstrukci vyjímaje)

Jádrem floppy řadiče je procesor WD2797A. Rychlost přenosu dat zajišťuje procesor Z80-DMA. 

## MBIDE
Existuje doplňkový interface MBIDE aktuálně ve verzi 3, který lze integrovat přímo do MB02+. Prostřednictvím MBIDE je možné připojit dvojici pevných disků s IDE (PATA) rozhraním. Tento interface je systémem BS-DOS podporován prostřednictvím patche, který zpřístupňuje obrazy disket uložené na pevném disku ve virtuálních mechanikách. Nejnovější verze tohoto patche, nazvaná EasyHDD, přiřazuje virtuální mechaniky od čísla 3 do čísla 127 pro první IDE disk a 131 až 255 pro druhý IDE disk.

## Technické informace

### Používané porty
Disketový řadič ke svojí činnosti využívá následující porty:
| desítkově | šestnáctkově | dekódování | význam                                                                     |
| 3         | 03           | 0xx00011   | obvod RTC                                                                  |
| 7         | 07           | 0xx00111   | IDE pevný disk                                                             |
| 11        | 0B           | 0xx01011   | DMA                                                                        |
| 15        | 0F           | 00001111   | řadič disketové jednotky WD2797                                            |
| 19        | 13           | 0xx10011   | výběr aktivní disketové jednotky, ovládání motorů, stav disketové jednotky |
| 23        | 17           | 0xx10111   | stránkování paměti                                                         |
| 47        | 2F           | 00101111   | řadič disketové jednotky WD2797                                            |
| 79        | 4F           | 01001111   | řadič disketové jednotky WD2797                                            |
| 111       | 6F           | 01101111   | řadič disketové jednotky WD2797                                            |
| 31        | 1F           | 00011111   | první paralelní port 8255                                                  |
| 63        | 3F           | 00111111   | první paralelní port 8255                                                  |
| 95        | 5F           | 01011111   | první paralelní port 8255                                                  |
| 127       | 7F           | 01111111   | první paralelní port 8255                                                  |
| 27        | 1B           | 00011011   | druhý paralelní port 8255                                                  |
| 59        | 3B           | 00111011   | druhý paralelní port 8255                                                  |
| 91        | 5B           | 01011011   | druhý paralelní port 8255                                                  |
| 123       | 7B           | 01111011   | druhý paralelní port 8255                                                  |

V případě použití ZX-IDE IF jsou použity ještě následující porty
| desítkově | šestnáctkově | dekódování | význam                       |
| 163       | A3           | 00011111   | datový registr               |
| 167       | A7           | 00111111   | registr parametrů            |
| 171       | AB           | 01011111   | registr sektorů              |
| 175       | AF           | 01111111   | registr prvního sektoru      |
| 179       | B3           | 00011011   | nižší byte registru cylindru |
| 183       | B7           | 00111011   | vyšší byte registru cylindru |
| 187       | BB           | 01011011   | registr hlavy                |
| 191       | BF           | 01111011   | příkazový/stavový registr    |